# Мартинсбург (Западна Вирџинија)
Мартинсбург (енгл. Martinsburg) град је у америчкој савезној држави Западна Вирџинија.

## Демографија
По попису из 2010. године број становника је 17.227, што је 2.255 (15,1%) становника више него 2000. године.
| Група             | 2000.          | 2010.          |
| Белци             | 12.341 (82,4%) | 12.842 (74,5%) |
| Афроамериканци    | 1.741 (11,6%)  | 2.570 (14,9%)  |
| Азијати           | 94 (0,6%)      | 204 (1,2%)     |
| Хиспаноамериканци | 436 (2,9%)     | 1.069 (6,2%)   |
| Укупно            | 14.972         | 17.227         |